# Universidad Rusa de Economía Plejánov
La Universidad Rusa de Economía Plejánov ( en ruso: Российский экономический университет имени Г. В. Плеханова ) es una universidad pública de investigación en Moscú (Rusia). Fue fundada en 1907 por el empresario Alexei Vishnyakov como la primera universidad especializada en finanzas del Imperio ruso.  Nació como Instituto Comercial de Moscú (1907-1919) y luego se llamó Instituto Karl Marx de Economía Nacional de Moscú (1919-1924); Instituto Plejánov de Economía Nacional de Moscú (1924-1991); Academia Rusa de Economía Plejánov (1992-2010); Universidad Rusa de Economía Plejánov (desde 2010 hasta la actualidad). La Universidad Plejánov absorbió a la Universidad Estatal Rusa de Comercio y Economía y a la Universidad Estatal de Economía, Estadística e Informática de Moscú .

## Historia

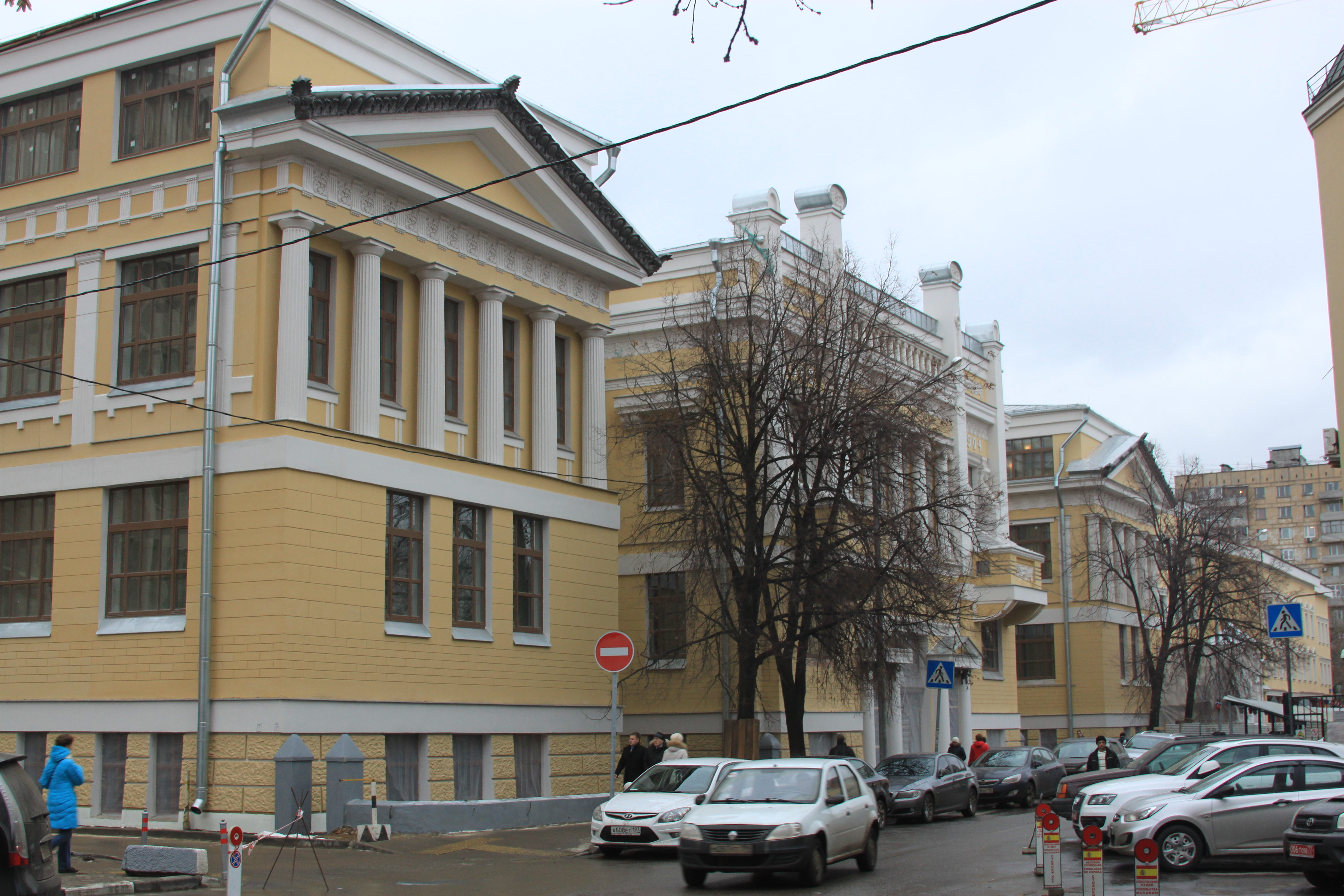
Museo de la universidad en la calle Stremyaniy 28

El Instituto Comercial de Moscú fue fundado en 1907 gracias a donaciones privadas de comerciantes, banqueros y fabricantes, reunidas por iniciativa del comerciante moscovita Alexei Vishnyakov . Fue esencialmente el primer instituto en Rusia que preparó a empresarios calificados para ramas de la industria en rápido desarrollo. Antes de la revolución de 1917, en el instituto se graduaban unos 2.000 especialistas. Desde 1924 lleva el nombre del pensador marxista Gueorgui Plejánov. En la década de 1960, el instituto se fusionó con el Instituto Económico Oficial de Moscú. En 2010 el instituto obtuvo su nombre actual. Los últimos años estuvieron marcados por una creciente cooperación internacional, como la fundación del Africa Business House. Actualmente, la universidad trata con más de 80 socios en 52 países.  Entre sus graduados, hay muchos políticos y empresarios.

## Facultades y centros
La universidad ofrece estudios de grado de 4 años, posgrado (maestría) y doctorado (Ph.D.) de 2 años en algunos campos académicos, así como muchos cursos sin título. Algunos cursos están disponibles en inglés, pero la mayoría se imparten en ruso. Un curso se puede completar en una de las escuelas de la universidad:

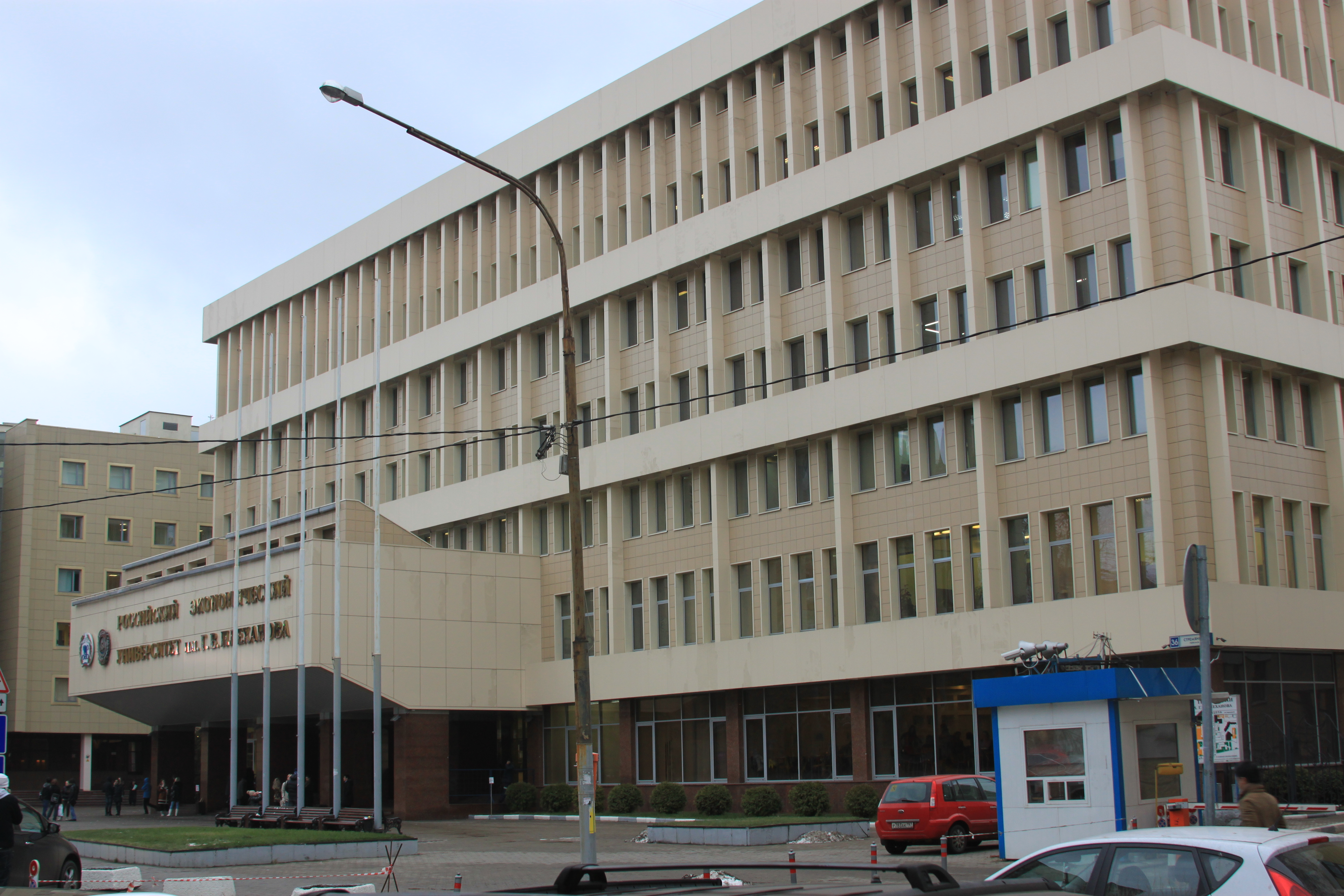
Edificio 3 de la universidad

## Investigación
Según un ranking de universidades rusas, basado en la puntuación media del Examen de Estado Unificado, la Universidad Plejánov se encuentra entre las 30 mejores instituciones en general, y entre las 10 mejores especializadas en ciencias sociales. 
La Universidad Plejánov colaboró con universidades de todo el mundo. Actualmente, la Universidad Plejánov está trabajando para obtener la acreditación EQUIS. 

## Medios de comunicación
PRUE tiene su propio canal de televisión bilingüe, Plekhanov TV, así como el periódico Plekhanovets y la revista Plekhanov Studio . Algunas facultades publican sus propios periódicos, por ejemplo, la revista FinFAQ de la Facultad de Finanzas.

## Campus

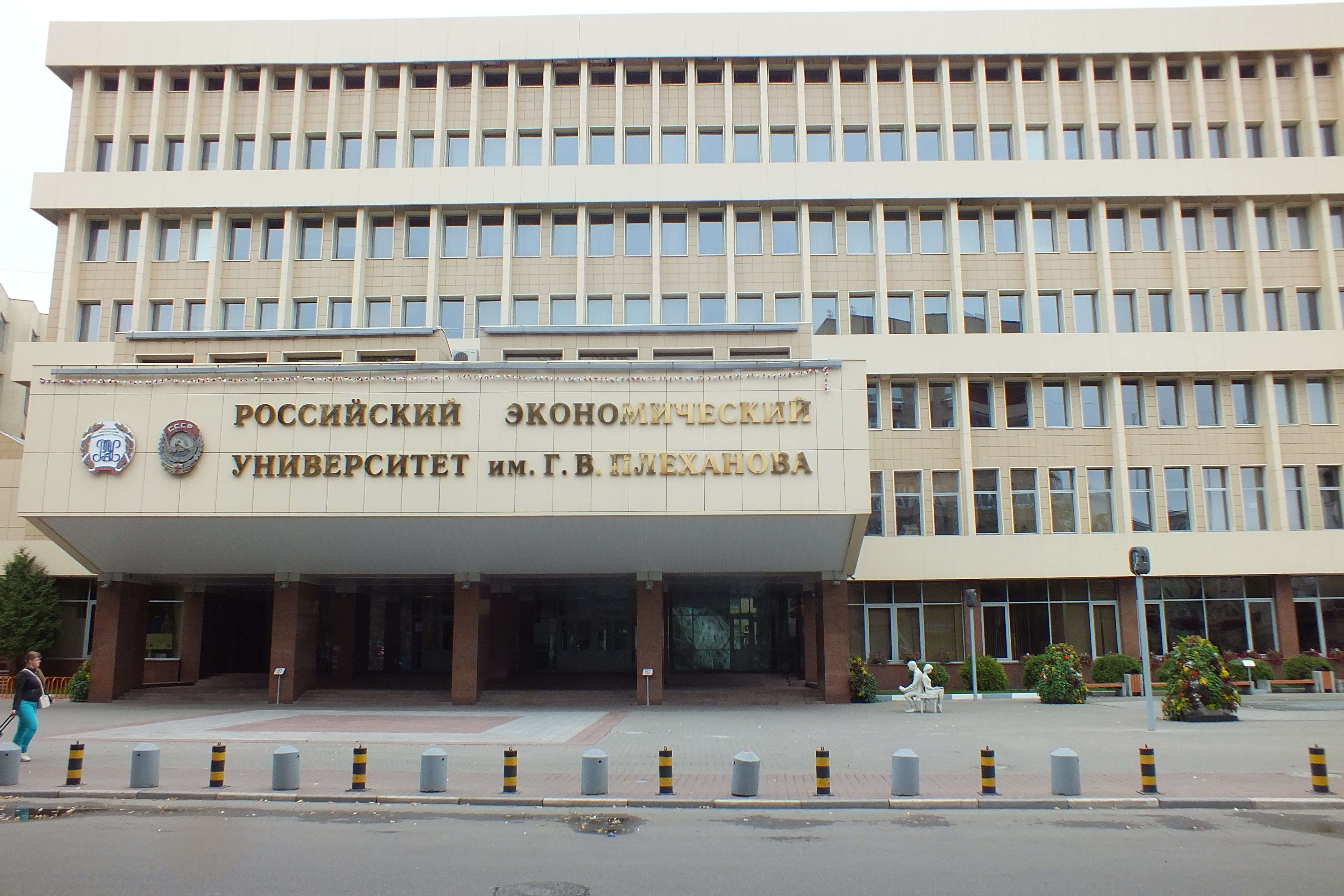
Entrada principal al campus Stremyannaya

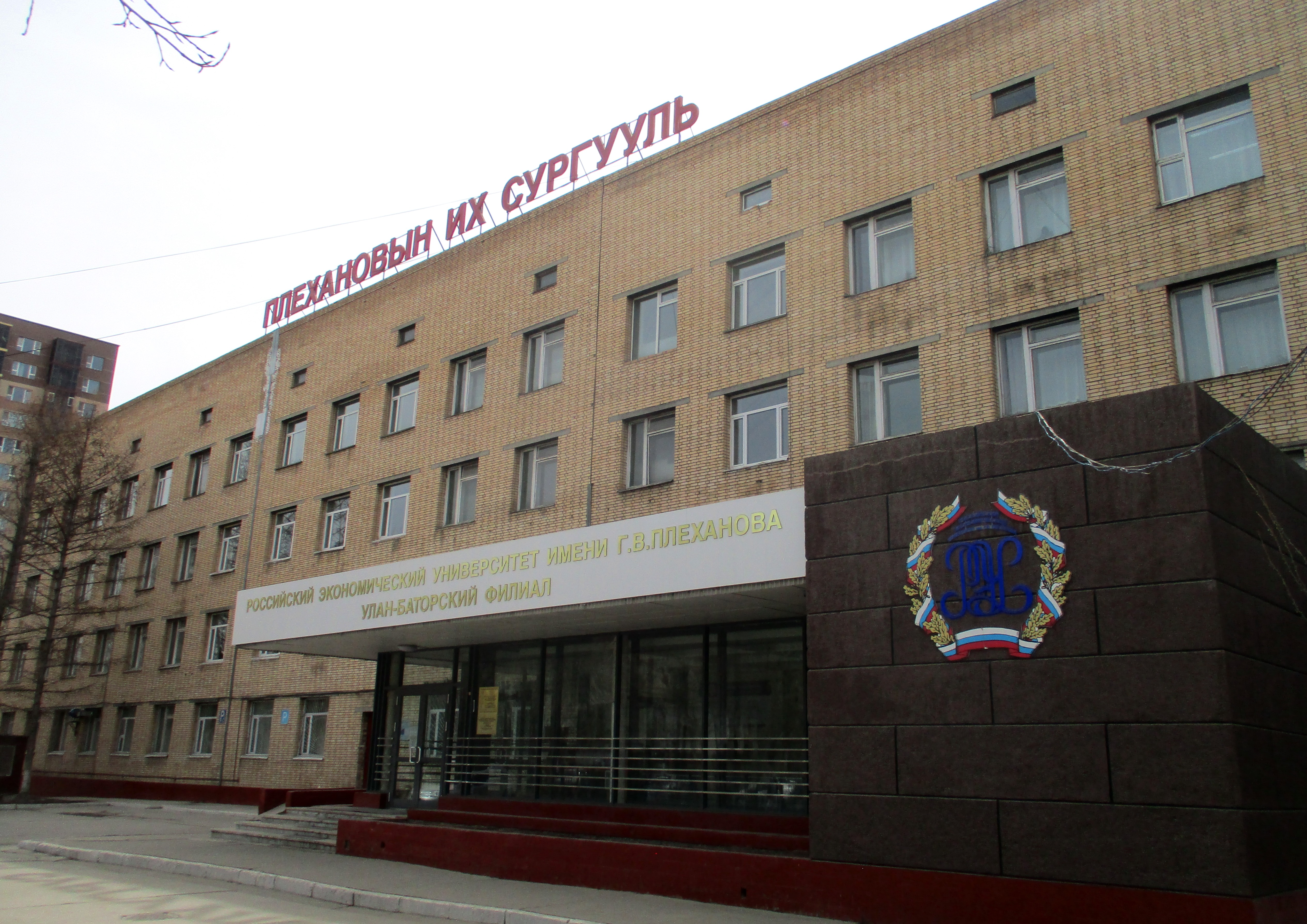
Sucursal de Ulán Bator

La universidad ocupa ocho edificios en un campus en el sur de Moscú.